# Gonosz halott (film, 1981)
A Gonosz halott (eredeti cím: Evil Dead) 1981-es színes amerikai horrorfilm Sam Raimi rendezésében. A rendező 1978-as rövidfilmje, a Within the Woods feldolgozása.

## Cselekmény
Ashley J. „Ash” Williams (Bruce Campbell) négy barátja társaságában egy hétvégi utazásra indul a hegyekbe, ahol egy elhagyott házban szállnak meg. Néhány különös és rémisztő eseményt követően a ház pincéjében rátalálnak a Necronomicon Ex-mortis („Halottak Könyve”) nevezetű, emberi bőrbe kötött és vérrel írt varázskönyvre. A ház előző tulajdonosa, egy professzor által hátrahagyott, magnószalagra rögzített varázsige visszajátszásával a társaság akaratlanul feléleszt egy sereg démont. Ezek egyike megszállja a csoport egyik női tagját, Cherly-t, akit társai a ház pincéjébe zárnak. A lány testét birtokló szellemnek azonban még így is sikerül lábon szúrnia Lindát, Ash barátnőjét, aki szintén megfertőződik. A társaság harmadik női tagját, Shelly-t a szobájában támadja és szállja meg az egyik szellem, az ő testét Ash és társa, Scott kénytelen elpusztítani.
A házat elszigetelő szakadékon át futó híd korábban elpusztult a túlvilági szélviharban. Scott megpróbál menekülőutat találni –  ám az erdő megelevenedett fái halálra sebzik. Miután az egyik szellem Linda testét is elbitorolja, Ash kénytelen szembeszállni vele, de nem tudja rászánni magát, hogy megsemmisítse a lány testét. Megpróbálja eltemetni az erdőben, de a szellem egy váratlan pillanatban rátámad, így Ash kénytelen lefejezni Lindát az ásójával. 
Ash ezután visszavonul a házba, ahol azonban felfedezi, hogy Cherly kiszabadult a pincéből. Rövidesen Scott testét is megszállja egy szellem. Elkeseredett küzdelem árán végül Ash a kandallóba veti a Halottak Könyvét, ennek következtében az élőholtak teste rothadni kezd.
Mikor elérkezik a hajnal, Ash a ház előtt álló kocsi felé indul, ám az egyik, eddig az erdőben lesben álló szellem őt is megtámadja. (Ezzel indul az Evil Dead – Gonosz halott 2. folytatás).

## Szereplők
| Szerep                                 | Színész                                | Magyar hangja (1. szinkron) |
| -------------------------------------- | -------------------------------------- | --------------------------- |
| Ash Williams                           | Bruce Campbell                         | Tarján Péter                |
| Cherly                                 | Ellen Sandweiss                        | Madarász Éva                |
| Scott                                  | Richard DeManincor (Hal Delrich néven) | Németh Gábor                |
| Linda                                  | Betsy Baker                            | Biró Anikó                  |
| Shelly                                 | Theresa Tilly (Sarah York néven)       | Orosz Anna                  |
| Hang a rögzítőről                      | Bob Dorian                             | Sztarenki Pál               |
| Megszállt Cheryl és Shelly (csak hang) | Sam Raimi                              | Lázár Sándor                |